# The Box (canal TV britanic)
The Box este un canal de televiziune din Regatul Unit și Irlanda, deținut de The Box Plus Network. Era original bazat pe rețeaua de difuzare din SUA cu același nume. The Box transmite în principal videoclipuri muzicale și oferă alte programe legate de muzică din toată rețeaua Box Plus.

## Programe difuzate pe The Box
- Super Hits & New Releases
- On Point! Today's Hot Hits
- Hot 10 in 10
- Hotmix
- The Friday Hotmix
- ...'s Hot New Vid!
- Powerplay! Today's Top 10
- UK Hotlist Top 20 & Top 40
- The UK Music Video Chart
- This Week's Fresh Music Top 20
- The Official Box Upfront Chart
- The Pulse
- 40 Massive Weekend Beats
- What's Hot? All Night!
- Fresh 'N' Juicy Hits